# 三里浜
三里浜（さんりはま）は、福井県坂井市の日本海海岸に広がる砂丘。南北10km、東西1.5kmに広がる。

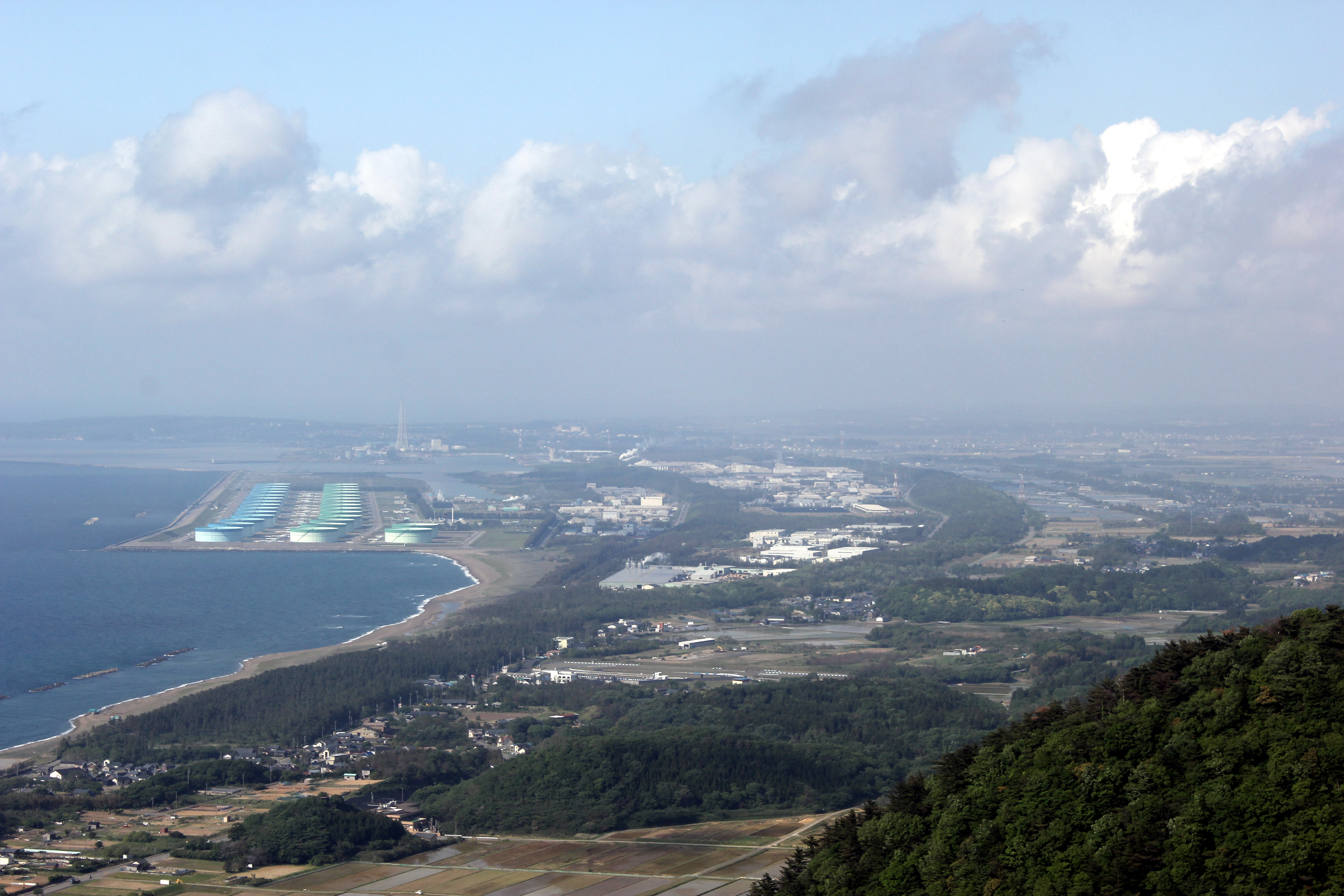
二枚田幹線林道より見える三里浜砂丘

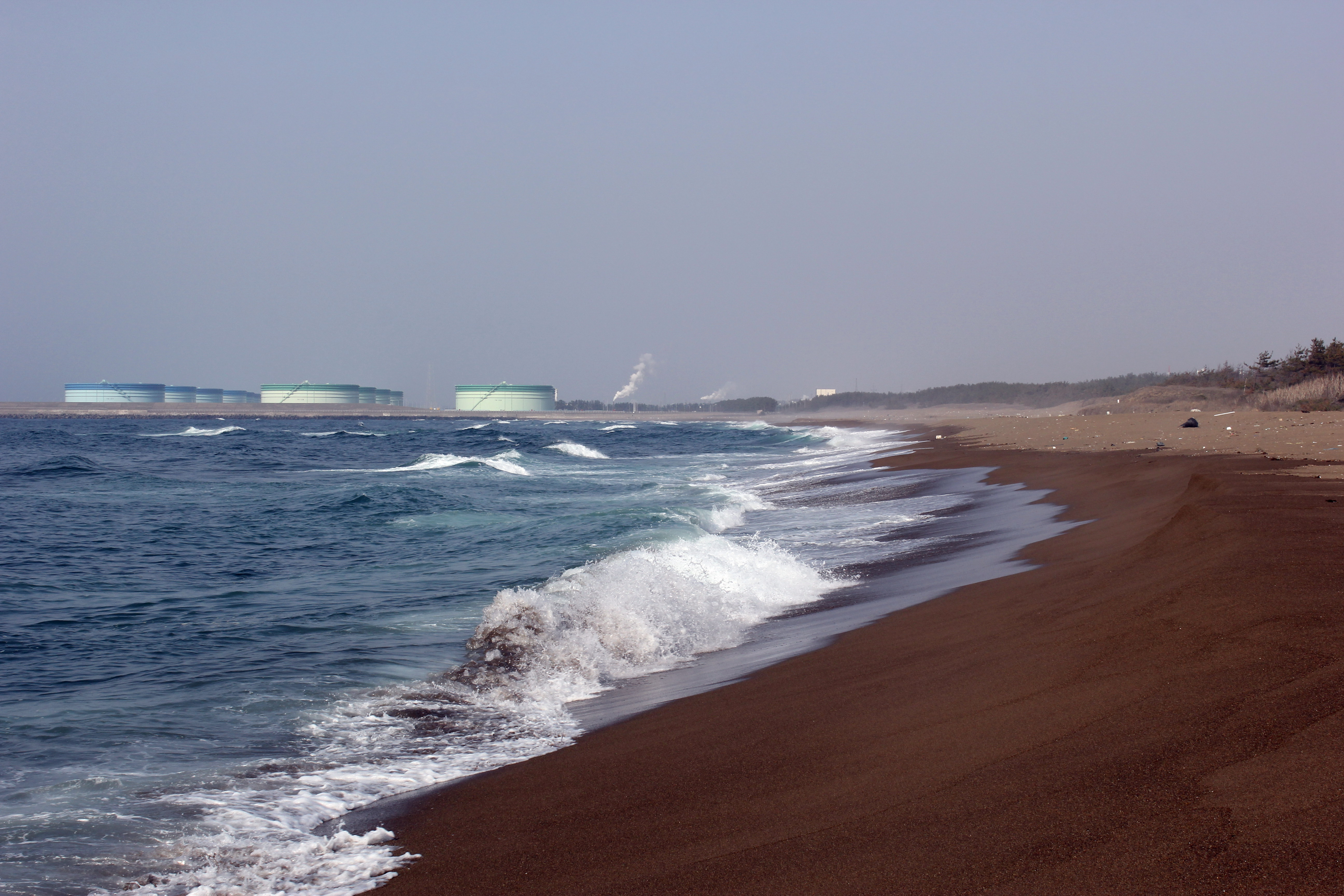
三里浜海岸より見える石油備蓄基地

## 砂丘の状況
砂丘は沖積層を基盤として九頭竜川の砂州とし発達し、現在でも北部は三列の砂丘が確認できる。海岸側から外列砂丘・中列砂丘・内列砂丘と呼ぶ。外列砂丘は約7kmであったが、その大部分は福井臨海工業地帯の造成で改変された。中列砂丘は標高3～40mで最も規模が大きい。内列砂丘は約3kmで黒目付近で2列に分かれ、米納津の南方で消滅する。
工業地地帯の居住地には緩衝地三里浜グリーンベルトが公園として整備されている。
内部の砂丘の砂地には全国一の生産量を誇るラッキョウ畑が広がる。

## その他
- ラッキョウの都道府県別収穫量（2012年）では、鹿児島県(3,484t)、鳥取県(2,907t)、宮崎県(2,505t)に次ぐ第4位 福井県(714t)である。[2]

## 周辺情報
- 東尋坊
- 越前海岸
- 滝谷寺